# Matías Alejandro Vega
Matías Vega (Rosario, Santa Fe; 18 de abril de 1986) es un futbolista argentino. Se desempeña como arquero y su equipo actual es Juan Pablo II College de la Liga 1 Perú.

## Trayectoria
Arquero nacido en las divisiones menores de San Lorenzo. En el 2009 fue promovido al plantel principal por Ramón Díaz, apareciendo en el banco de suplentes en una oportunidad.
En el 2024 fichó por Juan Pablo II College para afrontar la Liga 2 2024. A final de temporada logró el ansiado ascenso a la Liga 1. Atajó en 22 oportunidades, siendo titular indiscutible del equipo de Lambayeque. Fue subcampeón del torneo de la Liga II, logrando ascender a la Liga 1 Perú. Se le renueva el contrato por todo el 2025 para afrontar la Primera División del Perú.

## Clubes
| Club                  | País      | Año         | PJ | Goles |
| --------------------- | --------- | ----------- | -- | ----- |
| Platense              | Argentina | 2008 - 2009 | 25 | 0     |
| San Lorenzo           | Argentina | 2009 - 2010 | 0  | 0     |
| Tiro Federal (R)      | Argentina | 2010 - 2011 | 34 | 0     |
| Instituto             | Argentina | 2011 - 2013 | 4  | 0     |
| Atlanta               | Argentina | 2013 - 2014 | 42 | 0     |
| Aldosivi              | Argentina | 2014 - 2018 | 34 | 0     |
| Deportivo Riestra     | Argentina | 2019-2022   | 85 | 0     |
| Estudiantes (BA)      | Argentina | 2023        | 25 | 0     |
| Juan Pablo II College | Perú      | 2024 - Act  | 34 | 0     |

## Palmarés

### Campeonatos nacionales
| Título             | Club     | País      | Año     |
| ------------------ | -------- | --------- | ------- |
| Primera B Nacional | Aldosivi | Argentina | 2017-18 |

### Logros
| Ascenso            | Club     | Sede         | Año  |
| ------------------ | -------- | ------------ | ---- |
| Primera B Nacional | Aldosivi | Buenos Aires | 2014 |